# Oh Yeah (canção)
"Oh Yeah" é uma canção da dupla sul-coreana GD&TOP, contida em seu álbum de estreia homônimo. Foi lançada em 15 de dezembro de 2010 pela YG Entertainment. A canção que contém a participação da cantora Park Bom, conquistou após seu lançamento, a posição de número dois na Gaon Digital Chart, obtendo vendas de mais de um milhão de cópias digitais no ano de 2011.

## Antecedentes e composição
Em 29 de novembro de 2010, a YG Entertainment anunciou a data de lançamento do álbum de estreia de GD&TOP, incluindo sua lista de faixas e a informação de que a canção "Oh Yeah" juntamente com "High High", seriam lançadas como singles digitais em 15 de dezembro, antecedendo o lançamento de seu álbum auto-intitulado em 24 de dezembro do mesmo ano.
"Oh Yeah" foi descrita como uma "canção de clube", devido sua batida que torna-se intensa durante sua execução. Liricamente, ela explora o tema da liberdade. Choi Joon-yong escrevendo para o Asiae, elogiou-a e descreveu que "Oh Yeah", permite que três pessoas se juntem a fim de fazer uma canção imaginativa e detalhada, que se entusiasma com o palco.

## Faixas e formatos
Em setembro de 2011, uma versão em língua japonesa de "Oh Yeah" foi anunciada, com data de lançamento prevista para 9 de novembro do mesmo ano, como o primeiro lançamento sob a parceria entre a YG Entertainment e a Avex Trax, entretanto, devido a uma controvérsia envolvendo G-Dragon, sua data de lançamento foi adiada.
Em 2 de dezembro, uma versão curta do vídeo musical foi divulgado na plataforma de vídeos Youtube a fim de promover a canção. Em 7 de janeiro de 2012, a versão japonesa de "Oh Yeah" foi lançada como uma edição especial, nos formatos de download digital e CD single, com este último contendo CD+DVD com o vídeo musical de "Oh Yeah" e cenas de gravação do mesmo.
| "Oh Yeah" - Download digital |                |         |  |
| N.º                          | Título         | Duração |  |
| 1.                           | "Oh Yeah"      | 3:17    |  |
| Duração total:               | Duração total: | 3:17    |  |

| Oh Yeah - CD single japonês |                               |         |  |
| N.º                         | Título                        | Duração |  |
| 1.                          | "Oh Yeah" (versão japonesa)   | 3:15    |  |
| 2.                          | "High High" (versão japonesa) | 3:07    |  |
| 3.                          | "Oh Yeah" (instrumental)      | 3:12    |  |
| 4.                          | "High High" (instrumental)    | 3:06    |  |
| Duração total:              | Duração total:                | 12:43   |  |

## Desempenho nas paradas musicais
"Oh Yeah" realizou sua estreia na parada da Gaon, atingindo as posições de número cinco na Gaon Digital Chart, de número três na Gaon Download Chart e de número catorze na Gaon Streaming Chart. Na semana seguinte, obteve seu pico de número dois nas três paradas supracitadas.
| Paradas (2010–11)                           | Melhor posição |
| ------------------------------------------- | -------------- |
| Coreia do Sul (Gaon Weekly Digital Chart)   | 2              |
| Coreia do Sul (Gaon Monthly Digital Chart)  | 3              |
| Coreia do Sul (Gaon Weekly Download Chart)  | 2              |
| Coreia do Sul (Gaon Weekly Streaming Chart) | 2              |

| País          | Parada                     | Vendas    |
| ------------- | -------------------------- | --------- |
| Coreia do Sul | Gaon Download Chart (2011) | 1,276,769 |

| Paradas (2010–11)                         | Posição |
| ----------------------------------------- | ------- |
| Coreia do Sul (Gaon Yearly Digital Chart) | 136     |
| Coreia do Sul (Gaon Yearly Digital Chart) | 89      |

### Vitórias em programas de música
| Data                   | Programa     | Emissora |
| ---------------------- | ------------ | -------- |
| 30 de dezembro de 2010 | M! Countdown | Mnet     |

## Histórico de lançamento
| Região        | Data                   | Formato                    | Gravadora        |
| ------------- | ---------------------- | -------------------------- | ---------------- |
| Coreia do Sul | 15 de dezembro de 2010 | Download digital           | YG Entertainment |
| Mundo         | 15 de dezembro de 2010 | Download digital           | YG Entertainment |
| Japão         | 7 de janeiro de 2012   | CD single download digital | YGEX             |